# Abenceragi
Abenceragii au fost o familie de nobili mauri din Spania. Familia a fost distrusă în anii 1460 de regele Abu-Hassan, într-un eveniment care a inspirat lucrarea lui Chateaubriand Dernier des Abencerages (1826), tradusă în română de Alexandrescu-Dorna (1909, Biblioteca pentru toți) și de Al. Rădulescu (1915, Biblioteca Minerva).